# A Christmas Carol (opera teatrale)
A Christmas Carol è un'opera teatrale di Jack Thorne, adattamento dell'omonimo romanzo breve di Charles Dickens. La pièce ha avuto la sua prima all'Old Vic di Londra nel 2017 e da allora è stata riproposta al teatro ogni anno per Natale, oltre ad essere stata portata in scena in diversi altri Paesi.

## Trama

### Atto I
Ebenezer Scrooge è un avido usuraio nella Londra vittoriana, noto per la sua durezza con i creditori e tutti coloro che lo conoscono. La sera della vigilia di Natale, Scrooge dimostra ancora una volta la sua crudeltà con l'affettuoso nipote Fred e con il suo povero impiegato Bob Cratchit, Più tardi quella sera Scrooge riceve la visita del fantasma di Jacob Marley, il suo partner in affari morto ormai da sette anni: Marley lo mette in guardia dall'avidità che lo porterà a tormenti eterni dopo la morte e, per riportare il vecchio socio sulla retta via, lo informa che riceverà la visita di tre fantasmi durante la notte.
Scrooge è turbato dall'apparizione, ma decide di non farsi influenzare da essa e va a letto. Tuttavia nel cuore della notte riceva la visita di una misteriosa anziana signora, che si rivela essere lo Spirito del Natale Passato. Il fantasma porta un reticente Scrooge in un viaggio indietro nel tempo per fargli vedere i momenti del passato che lo hanno reso quello che è. In particolare è il ricordo del padre, un uomo violento e vendicativo, ad aver indurito precocemente Scrooge, oltre ad aver instillato in lui la paura della povertà e dei debiti che lo continueranno ad attanagliare anche da adulto. Dopo essere stato costretto a lasciare la scuola, Scrooge comincia a lavorare dall'impresario delle pompe funebri Fezziwig e si invaghisce di Belle, la figlia del suo datore di lavoro. Belle corrisponde il suo amore, ma dopo qualche tempo Scrooge decide di non accettare la proposta di Fezziwig di diventare socio e decide di partire per Londra per fare fortuna e dare a Belle la vita che merita. Ma con il passare degli anni Scrooge si indurisce: la brama per il denaro diventa più forte dell'amore per Belle e la donna lo lascia.
La visita dello Spirito del Natale Passato giunge al termine senza che Scrooge abbia imparato niente: l'usuraio rifiuta le lezioni del passato e rivendica orgogliosamente la correttezza del proprio stile di vita e delle proprie scelte. Il sonno di Scrooge, tuttavia, viene disturbato poco dopo da una seconda visita, quella dello Spirito del Natale Presente. Lo spirito, che si manifesta con l'aspetto di una donna di colore e cieca, porta con sé Scrooge a visitare prigioni ed ospedali, mostrandogli anche tutti i negozi che sono stati costretti a chiudere a causa dei debiti contratti dai loro proprietari con lo stesso Scrooge. Ancora una volta Scrooge rifiuta ogni responsabilità e rimane indifferente alle parole affettuose del nipote Fred, che lo Spirito gli mostra. Tuttavia, rimane profondamente turbato dalla visita alla famiglia Cratchit: Scrooge non sapeva che il figlio del suo bistrattato dipendente fosse malato. Il piccolo Tim, infatti, è cagionevole e in cattiva salute. Scrooge chiede al Fantasma se Tim vivrà e lo Spirito rifiuta di rispondere. Tuttavia, quando Scrooge continua cocciutamente a negare le proprie responsabilità, il Fantasma gli mostra la morte di Tim. Scrooge ne è profondamente scosso, ma ancora una volta rifiuta la lezione che gli viene offerta e, mentre lo Spirito si allontana e lo lascia solo, ribadisce di essere un grande uomo.

### Atto II
Il riposo di Scrooge viene nuovamente interrotto dalla visita spettrale dal Fantasma del Natale Futuro e dall'arrivo del suo stesso feretro. La scena non commuove Scrooge, che afferma che del resto quello è il futuro di ogni uomo. La tetra visione viene interrotta dall'arrivo della Piccola Fan, l'amatissima sorella minore di Scrooge morta da tempo. La Piccola Fan è stupita nello scroprire che il fratello è diventato un uomo tanto duro e insensibile, ma per aiutarlo decide di mostrargli il suo funerale. Nonostante il suo comportamento odioso, Scrooge riceve elogi affettuosi da Bob, Fred e, a sorpresa, da Belle. Scrooge si indispettisce e accusa la sorella di volerlo manipolare, ma Fan rispende invece che quello che sta cercando di mostragli non è la sua fine solitaria, ma il fatto che ci fosse amore intorno a lui ed è stato proprio Scrooge a rifiutarlo. Quando una giovane versione di se stesso gli appare Scrooge si commuove profondamente e afferma di non volere che questo giovane pieno di speranze si trasformi in lui: vuole che il giovane Ebenezer ami e sia amato. Fan, felice per la conversione del fratello, lo incoraggia a dare seguito a questa decisione e si congeda da lui.
Scrooge si sveglia la mattina di Natale ed è un uomo diverso: dopo aver fatto diverse donazioni ad enti benefici (gli stessi che aveva scacciato la sera prima), Scrooge va dal nipote, si riconcilia con lui e gli ordina di prendere tutto l'occorrente per il pranzo di Natale e seguirlo. Prima, tuttavia, bussa alla porta di Belle per parlare del passato: Belle è commossa dalla conversione di Scrooge e gli augura ogni bene, anche se ammette di essere felice che le cose tra loro non siano andate a buon fine, dato che ciò le ha dato la possibilità di sposare un bravo marito e avere dei bravi figli. Scrooge porta il nipote e il ricco banchetto a casa di Bob Cratchit: l'impiegato, da prima impaurito alla vista del padrone, è felice del cambiamento di Scrooge e lo invita a casa a dividere il pranzo di Natale con lui. In particolare, Scrooge è commosso nel fare la conoscenza del piccolo Tim.
Proprio mentre il coro sta per pronunciare il celebre epilogo – "God Bless Us, Every One!" – la scena cambia e torna ad essere spettrale. Confuso, Scrooge si trova ancora una volta davanti ai tre spiriti. I tre fantasmi, inclusa la piccola Fan, chiedono a Scrooge se gli è piaciuto essere stato perdonato e accettato e quando l'usuraio risponde affermativamente, i tre spiriti affermano che dovrà guadagnarsi questa nuova possibilità lavorando duramente per essere un uomo migliore e più caritatevole. Commosso ed esaltato dalla possibilità del cambiamento, Scrooge ringrazia Marley per quanto ha fatto per lui.

## Storia delle rappresentazioni

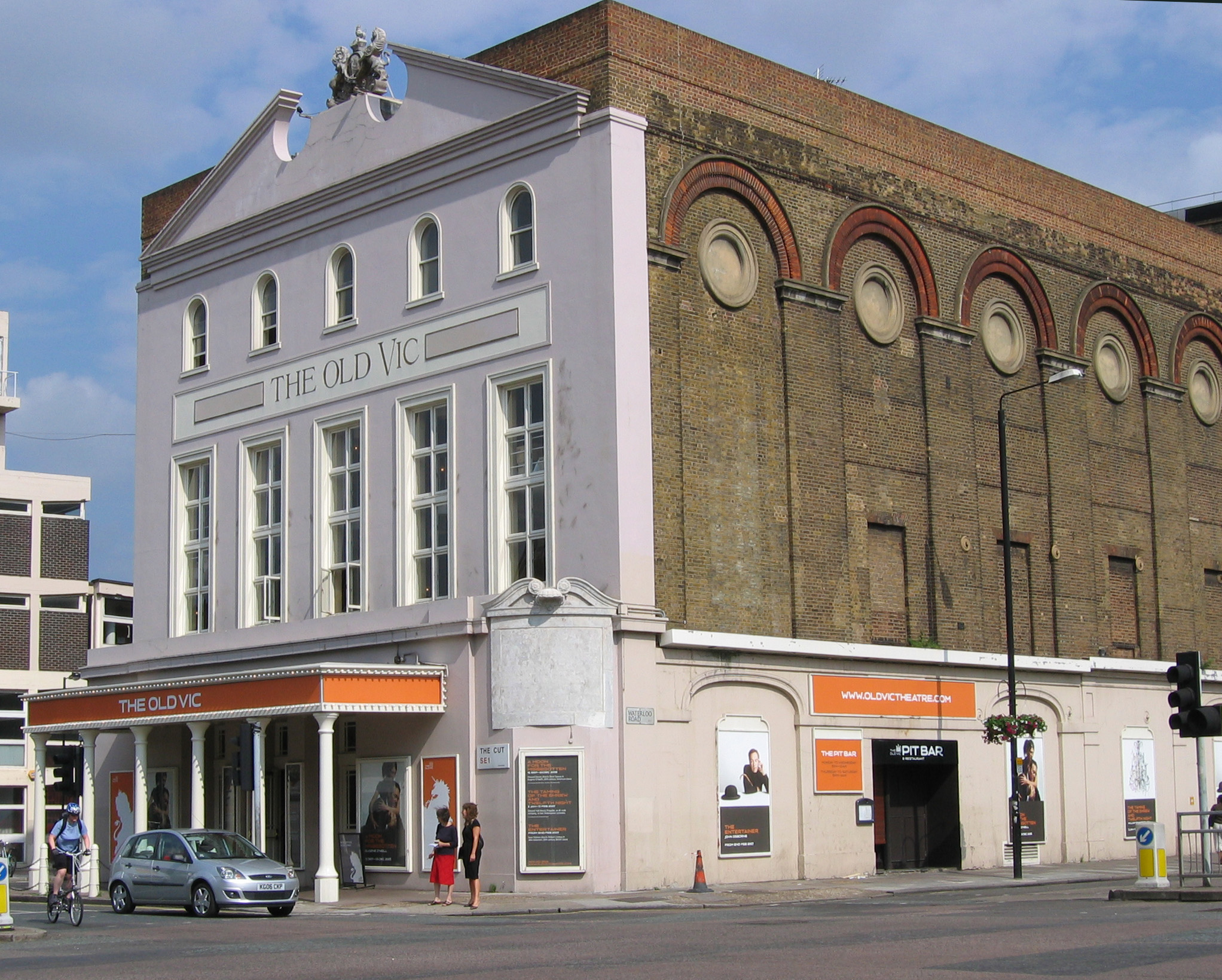
L'Old Vic di Londra

La versione di Thorne di A Christmas Carol debuttò all'Old Vic di Londra il 17 novembre 2017, in un allestimento diretto da Matthew Warchus, il direttore artistico del teatro. Il cast annoverava Rhys Ifans (Scrooge), John Dagleish (Bob Cratchit), Alex Gaumond (Marley), Erin Doherty (Belle) e Golda Rosheuvel (Fantasma del Natale Presente). La commedia si rivelò un grande successo di critica e pubblica e tra il 2017 e il 2021 l'Old Vic ha riproposto A Christmas Carol ogni anno durante la stagione natalizia.
Nel 2018 la pièce è tornata in scena al teatro con un cast che comprendeva Stephen Tompkinson (Scrooge), Peter Caulfield (Bob Cratchit) e Nicola Hughes (Fantasma del Natale Presente), mentre nel 2019 il cast includeva Paterson Joseph (Scrooge) e Rebecca Trehearn (Belle). Era previsto che A Christmas Carol venisse riproposto all'Old Vic anche nella stagione invernale del 2020, ma la pandemia di COVID-19 impedì al teatro di aprire le porte al pubblico. L'Old Vic allora decise di procedere con le rappresentazioni regolarmente, a cui il pubblico avrebbe potuto assistere online tramite la piattaforma zoom. Per l'occasione Andrew Lincoln interpretò Scrooge, mentre diversi membri del cast originale, tra cui Dagleish e Roscheuvel, tornarono a ricoprire i rispettivi ruoli; Clive Rowe interpretava Fezziwig. Nel stagione 2021/2022 A Christmas Carol è stato riproposto nuovamente all'Old Vic, questa volta con Stephen Mangan nel ruolo di Scrooge e Rachel John in quello del Fantasma del Natale Presente. L'Old Vic ha allestito l'opera nuovamente nella stagione 2022/2023 con Owen Teale nella parte di Scrooge.
A Christmas Carol esordì a Broadway il 7 novembre 2019 al Lyceum Theatre, dove rimase in cartellone fino al febbraio successivo. La regia era quella di Warchus, che tuttavia riadattò la messa in scena: infatti, mentre all'Old Vic A Christmas Carol viene messo in scena con il pubblico su tutti i quattro lati del palco, a New York  l'opera è messa in scena in maniera tradizionale con il pubblico posto di fronte al palcoscenico. Il cast di Broadway annoverava Campbell Scott (Scrooge), Dashiell Eaves (Cratchit), Andrea Martin (Fantasma del Natale Passato) e LaChanze (Fantasma del Natale Presente). Ancora una volta la pièce fu accolta molto positivamente da critica e pubblico, vincendo anche cinque Tony Award, il massimo riconoscimento teatrale di Broadway. La commedia avrebbe dovuto essere riproposta a Broadway nel 2020, ma la pandemia causò la chiusura di tutti i teatri di Broadway.
Intanto nel 2019 la pièce aveva avuto la sua prima irlandese al Gate Theatre di Dublino. Questo allestimento fu il primo a non avvalersi della regia di Warchus e delle scenografie di Rob Howell. Fu Selina Cartmell a curare la regia, mentre Ciaran Bagnall disegnò le scenografie e Katie Davenport. Ancora una volta le recensioni accolsero positivamente l'opera. Una tournée statunitense che tocca diverse città, tra cui San Francisco e Las Vegas, viene portata in scena nel 2021 con Bradley Whitford nel ruolo di Scrooge, Kate Burton in quello del Fantasma del Natale Passato e Alex Newell in quello del Natale Presente.